# Kabinett Skvernelis

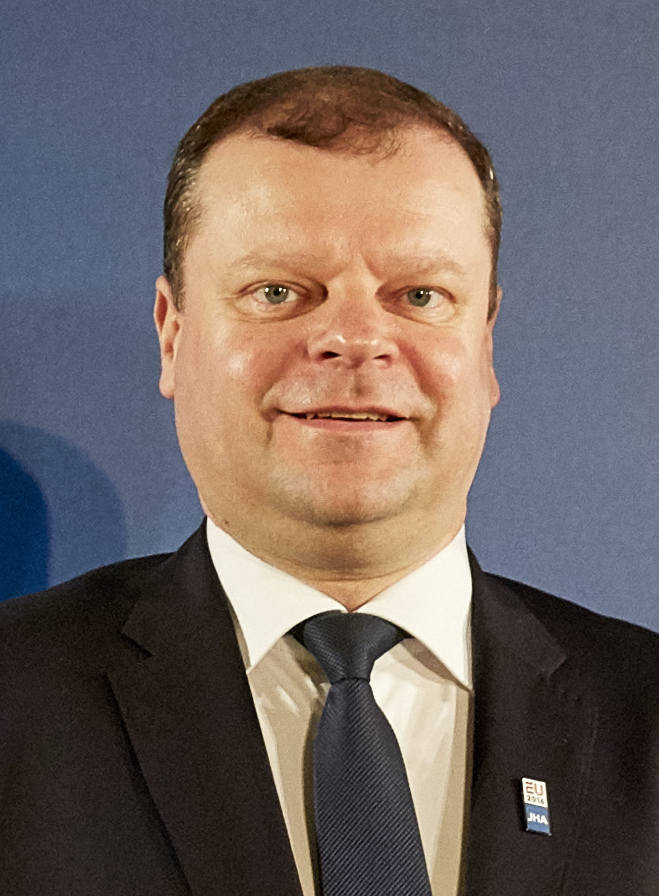
Premierminister Saulius Skvernelis

Das Kabinett Skvernelis war die 17. litauische Regierung seit 1990 und war von 2016 bis 2020 im Amt. Es war eine Koalition aus zwei Parteien: dem Bund der Bauern und Grünen Litauens (LVŽS) und den Sozialdemokraten (bis Oktober 2017 LSDP; seitdem LSDDP). Die Mehrheit der Minister stellte der Bund der Bauern und Grünen Litauens.

## Geschichte
Bereits im Vorfeld der Parlamentswahl 2016 war Saulius Skvernelis von der LVŽS als Spitzenkandidat für das Amt des Premierministers vorgesehen. Mitte November (etwa fünf Wochen nach der Wahl) wurde seine Ernennung offiziell vorgeschlagen und am 22. November 2016 wurde er vom litauischen Parlament (Seimas) von 90 der anwesenden 127 Abgeordneten (bei 4 Gegenstimmen und 33 Enthaltungen) gewählt. Anschließend wurde er von der litauischen Staatspräsidentin Dalia Grybauskaitė zum Premierminister Litauens ernannt.
Am 24. November 2016 legte Skvernelis die Liste seiner Minister vor. Am 27. November 2016 bestätigte Grybauskaitė die neu gebildete 17. Regierung. Als letzte Amtsträgerin wurde dabei Milda Vainiutė als Justizministerin benannt, nachdem die drei vorherigen Kandidaten der Sozialdemokraten Julius Sabatauskas (Seimas-Rechtsausschuss-Vorsitzender) wegen seines Alters sowie der Abgeordnete Darius Petrošius und der ehemalige Vizeminister Julius Pagojus wegen Skandalen abgelehnt worden waren. Am 13. Dezember 2016 wurde das Regierungsprogramm vom Seimas bestätigt und die Minister leisteten daraufhin ihren Amtseid.
Nach einem knappen Jahr im Amt zerbrach die Regierungskoalition im September 2017, nachdem sich der Parteirat der LSDP gegen eine Fortsetzung ausgesprochen hatte. Trotzdem blieben zwei von der LSDP berufene Minister im Amt und die LSDP-Fraktion im Parlament entschied sich mehrheitlich dafür, die Regierung Skvernelis bei Abstimmungen weiter zu unterstützen. Dies ging schließlich so weit, dass es zu einem Bruch der litauischen Sozialdemokratie in zwei Parteien (LSDP und LSDDP) und einem Verlust der Parlamentsmehrheit der Regierung kam.

## Minister
Die 17. Regierung bis 2020 war die Regierung mit den geringsten Durchschnittsalter in der litauischen Politikgeschichte. 2016 betrug das Durchschnittsalter der Minister nur 44 Jahre und im April 2019 (nach Ernennung des neuen Umweltministers) sogar unter 42 Jahre. Bis Mai 2018 war der älteste Minister Bronius Markauskas (* 1960) mit 56 Jahren; ab Mai 2018 der älteste Minister war Linas Antanas Linkevičius (* 1961) mit 57 Jahren. Der jüngste Regierungsminister Virginijus Sinkevičius (* 1990) mit 27 Jahren (2016 war der jüngste Mindaugas Sinkevičius mit 32 Jahren). Der Altersunterschied zwischen dem ältesten und jüngsten Regierungsminister betrug 30 Jahre und 6 Monate (im Dezember 2016). Ab dem 15. Mai 2018 betrug dieser Unterschied 29 Jahre und 10 Monate und das Durchschnittsalter aller Minister war dann etwa 47–48 Jahre.
Im Dezember 2016 setzte sich das Kabinett aus 11 Männern und drei Frauen zusammen. Dem Kabinett gehörten der jüngste Minister (mit 27 Jahren) und zum ersten Mal eine Justizministerin (bis März 2018) an. Ab Mai 2018 bestand es aus 12 Männern und zwei Frauen.
Sechs Minister waren zuvor Hochschullehrer, davon zwei Professoren (Vainiutė und Veryga). Fünf Regierungsmitglieder haben eine juristische und drei eine wirtschaftswissenschaftliche Hochschulbildung (zwei davon haben als professionelle Finanzisten gearbeitet), zwei waren Elektroingenieure, zwei Polizeijuristen (Skvernelis und Misiūnas) und vier Diplomaten, davon zwei Botschafter (Linkevičius und Karoblis), einer Energie-Attaché (Vaičiūnas) und eine Kulturattaché (Ruokytė). Drei Regierungsmitglieder arbeiteten als Minister (Skvernelis, Masiulis und Linkevičius) in der vorherigen Regierung (Kabinett Butkevičius). Zwei waren früher Vizeminister (Vaičiūnas und Karoblis). Vier Minister hatten bisher keine Erfahrung sogar im Staatssektor als Beamte der staatlichen Behörden (Kukuraitis, Markauskas, M. Sinkevičius und Veryga).
Seit dem Amtsantritt der Regierung traten drei Minister zurück: Sinkevičius (2017), Vainiutė und Markauskas (2018). Die Suche nach einem neuen Justizminister im Frühjahr 2018 dauerte zwei Monate, da der erste Kandidat Rechtsanwalt Giedrius Danėlius abgelehnt wurde. Das Amt übernahm am Ende der ehemalige sozialdemokratische Vizeinnenminister Elvinas Jankevičius (* 1976), der stellvertretende Parteivorsitzender der im Jahr 2018 neu gegründeten LSDDP.
Mehr als vier Monate (vom 7. Dezember 2018 bis zum 9. April 2019) war das Umweltministerium Litauens vakant. Die mit der litauischen Präsidentin Dalia Grybauskaitė inoffiziell abgestimmte Kandidatur der jungen Juristin, Justiz-Vizeministerin Irma Gudžiūnaitė (* 1988), wurde von Grybauskaitė offiziell abgelehnt. Skvernelis und Karbauskis erklärten, dass sie den neuen Umweltminister erst nach der Präsidentschaftswahl in Litauen 2019 vorschlagen werden, da die bisherige Praxis des Kandidaturen-Vorschlagens und der Ernennung der Minister von der Präsidentin nicht mehr eingehalten werde. Die Regierung erklärte auch, dass sie die Fusion des Umweltministeriums und des Energieministeriums für möglich hielt. Die mögliche Auflösung des Umweltministeriums wurde von Politikern und der grünen Partei Lietuvos žaliųjų partija kritisiert. Die Partei Bund der Bauern und Grünen dürfe sich nicht Grüne nennen, wenn sie keine Person zur Ausübung der Grünen Politik hätte oder wenn sie vorhätte, das grüne Ministerium (Umweltministerium) abzuschaffen. Žygimantas Vaičiūnas (Energieminister) arbeitete auch als kommissarischer Umweltminister insgesamt über 4 Monate, da der neue Minister erst am 9. April 2018 sein Amt antrat.
Mehr als 7 Monate (vom Dezember 2019 bis zum 30. Juni 2020) war das Wirtschaftsministerium Litauens vakant. Der gleichnamige Virginijus Sinkevičius, der Nachfolger des jungen LSDP-Politikers Mindaugas Sinkevičius, wurde zum EU-Kommissar und verließ sein Amt als Wirtschaftsminister im November 2019. Die Kandidatur des jungen politischen Premierminister-Beraters Lukas Savickas (* 1990) wurde vom litauischen Präsidenten Gitanas Nausėda abgelehnt. Die mögliche Fusionierung des Energieministeriums und des Wirtschaftsministeriums wurde von der Leitung der Regierungspartei Bund der Bauern und Grünen vorgeschlagen. Der Energieminister Žygimantas Vaičiūnas wäre dann Wirtschaftsminister gewesen. Mit der neuen Regierungskoalitionspartnerin LSDDP wurde Rimantas Sinkevičius, Vater von Mindaugas Sinkevičius, des ersten Wirtschaftsministers des Kabinetts von Skvernelis, zum Leiter des Wirtschaftsministeriums erst am 30. Juni 2020. Die Suche nach dem neuen Minister dauerte 7 Monate. Die restliche Dauer des Amts betrug etwa nur 5 Monate.

## Zusammensetzung
| Ressort                         | Person                    | Lebensjahre | Beruf                  | Partei    | Zeit              | Zeit              |
| Ressort                         | Person                    | Lebensjahre | Beruf                  | Partei    | Von               | Bis               |
| ------------------------------- | ------------------------- | ----------- | ---------------------- | --------- | ----------------- | ----------------- |
| Premier                         | Saulius Skvernelis        | * 1970      | Polizeibeamter         | parteilos | 13. Dezember 2016 | 11. Dezember 2020 |
| Bildung, Wissenschaft und Sport | Jurgita Petrauskienė      | * 1975      | Pädagogin              | parteilos | 13. Dezember 2016 | 7. Dezember 2018  |
| Bildung, Wissenschaft und Sport | Algirdas Monkevičius      | * 1956      | Pädagoge               | parteilos | 15. Januar 2019   | 11. Dezember 2020 |
| Energie                         | Žygimantas Vaičiūnas      | * 1982      | Politikwissenschaftler | parteilos | 13. Dezember 2016 | 11. Dezember 2020 |
| Finanzen                        | Vilius Šapoka             | * 1978      | Finanzist              | parteilos | 13. Dezember 2016 | 11. Dezember 2020 |
| Wirtschaft und Innovationen     | Mindaugas Sinkevičius     | * 1984      | MBA-Manager            | LSDP      | 13. Dezember 2016 | 12. Oktober 2017  |
| Wirtschaft und Innovationen     | Virginijus Sinkevičius    | * 1990      | Betriebswirt, Jurist   | LVŽS      | 28. November 2017 | 1. Dezember 2019  |
| Wirtschaft und Innovationen     | Vilius Šapoka (komm.)     |             |                        | parteilos | Dezember 2019     | 30. Juni 2020     |
| Wirtschaft und Innovationen     | Rimantas Sinkevičius      | * 1952      | Chemieingenieur        | LSDDP     | 30. Juni 2020     | 11. Dezember 2020 |
| Verkehr                         | Rokas Masiulis            | * 1969      | Wirtschaftsprüfer      | parteilos | 13. Dezember 2016 | 19. August 2019   |
| Verkehr                         | Jaroslavas Narkevičius    | * 1962      | Mathematik-Lehrer      |           | 20. August 2019   | 11. Dezember 2020 |
| Kultur                          | Liana Ruokytė Jonsson     | * 1966      | Regisseurin            | parteilos | 13. Dezember 2016 | 2019              |
| Kultur                          | Mindaugas Kvietkauskas    | * 1976      | Dichter, Dozent        |           | 11. Januar 2019   | 11. Dezember 2020 |
| Verteidigung                    | Raimundas Karoblis        | * 1968      | Jurist und Diplomat    | parteilos | 13. Dezember 2016 | 11. Dezember 2020 |
| Soziales und Arbeit             | Linas Kukuraitis          | * 1978      | Sozialarbeiter         | parteilos | 13. Dezember 2016 | 11. Dezember 2020 |
| Landwirtschaft                  | Bronius Markauskas        | * 1960      | Elektroingenieur       | LVŽS      | 13. Dezember 2016 | 14. Mai 2018      |
| Landwirtschaft                  | Giedrius Surplys          | * 1980      | Politologe             | LVŽS      | 15. Mai 2018      | 11. Dezember 2020 |
| Innen                           | Eimutis Misiūnas          | * 1973      | Polizist, Richter      | parteilos | 13. Dezember 2016 | 11. Dezember 2020 |
| Äußeres                         | Linas Antanas Linkevičius | * 1961      | Elektroingenieur       | parteilos | 13. Dezember 2016 | 11. Dezember 2020 |
| Justiz                          | Milda Vainiutė            | 1962–2024   | Verfassungsrechtlerin  | parteilos | 13. Dezember 2016 | 8. März 2018      |
| Justiz                          | Elvinas Jankevičius       | * 1976      | Sozialwissenschaftler  | LSDDP     | 15. Mai 2018      | 11. Dezember 2020 |
| Umwelt                          | Kęstutis Navickas         | * 1970      | Mechaniker, Historiker | parteilos | 13. Dezember 2016 | 7. Dezember 2018  |
| Umwelt                          | Kęstutis Mažeika          | * 1982      | Tierarzt               | LVŽS      | 9. April 2019     | 11. Dezember 2020 |
| Gesundheit                      | Aurelijus Veryga          | * 1976      | Psychiater             | LVŽS      | 13. Dezember 2016 | 11. Dezember 2020 |